# Matsumuraja nuditerga
Matsumuraja nuditerga är en insektsart. Matsumuraja nuditerga ingår i släktet Matsumuraja och familjen långrörsbladlöss. Inga underarter finns listade i Catalogue of Life.